# Tránsito Cáceres
María Hipólita Casiana del Tránsito Cáceres Martínez o Tránsito Cáceres de Allende (Córdoba, 13 de agosto de 1830 - Córdoba, 9 de septiembre de 1916) fue una filántropa argentina que participó activamente en la fundación de distintos hospitales y lugares de asilo en la Ciudad de Córdoba.

## Biografía
Fue hija de Josefa Vélez Sarsfield y Bernardo Cáceres. Su hermano Luis Cáceres Martínez, estaba casado con otra filántropa cordobesa, Dolores Argüello. En 1853, Tránsito Cáceres contrajo matrimonio con Roso Allende. Fue madre de 11 hijos.
Fue tres veces presidenta de la Sociedad de Beneficencia de Córdoba, encargada, por mandato del Gobierno de la Provincia, de administrar los hospitales provinciales. En este rol participó activamente de la creación del Hospital de Niños de Córdoba, la casa de aislamiento, el Hospital de Alienados y el Asilo de Ancianos y Mendigos.
Tránsito Cáceres de Allende fue vicepresidente de las Conferencias de San Vicente de Paul y junto al presbítero Pablo Cabrera fueron los responsables de la llegada y radicación en Córdoba de las Hermanas del Buen Pastor. Dentro de este rol, en 1902, gestionó la fundación de un colegio en barrio General Paz bajo la responsabilidad de la orden de los Padres Escolapios.
Perteneció a la Orden Tercera de San Francisco.

## Reconocimientos
El gobernador José Antonio Ceballos en 1930, colocó la piedra fundamental del asilo que lleva el nombre Tránsito Cáceres de Allende e instituyó el 9 de septiembre, día de su fallecimiento como Día del Tuberculoso.
Una calle de la ciudad de Córdoba lleva su nombre. 
El Hospital Tránsito Cáceres de Allende, creado en 1917, fue fundado en su memoria con el objetivo de atender enfermos de tuberculosis.